# Manerbio
Manerbio là một đô thị thuộc tỉnh Brescia trong vùng Lombardia ở Ý. Đô thị này có diện tích 27 km², dân số 13.135 người.
Đô thị này giáp với các đô thị sau: Bagnolo Mella, Bassano Bresciano, Cigole, Leno, Offlaga, San Gervasio Bresciano, Verolanuova.